# Mutne (Słowacja)
Mutne (także Mętne; słow. Mútne, węg. Mutne) – wieś (obec) w północnej Słowacji, w powiecie Namiestów, w kraju żylińskim. Pierwsza wzmianka o miejscowości pochodzi z 1659 roku.

## Kultura
We wsi jest używana gwara orawska, zaliczana przez polskich językoznawców jako gwara dialektu małopolskiego języka polskiego, przez słowackich zaś jako gwara przejściowa polsko-słowacka.